# Hardwick, Vermont
Hardwick är en kommun (town) i Caledonia County i delstaten Vermont i USA. Vid folkräkningen år 2000 bodde 3 174 personer på orten. Den har enligt United States Census Bureau en area på totalt 100,7 km², varav 0,9 km² är vatten.  